# Field & Slater
Field & Slater Ltd. war ein britischer Hersteller von Automobilen.

## Unternehmensgeschichte
Das Unternehmen hatte seinen Sitz in Liverpool. Die Bedeutung der in einer Quelle angegebenen Adresse Lancaster Gardens im Londoner Stadtteil Ealing ist unklar. 1920 begann die Produktion von Automobilen. Vorausgegangen sein soll laut Hersteller eine zweijährige Testphase. Der Markenname lautete Lincoln. Im gleichen Jahr endete die Produktion.

## Fahrzeuge
Das einzige Modell war ein Cyclecar. Es war ein Dreirad. Ein luftgekühlter Einzylindermotor von Blackburne mit 8 PS Leistung trieb das Fahrzeug über eine Kette an. Das Getriebe hatte drei Gänge.